# Strada crane
 (avril 2024).
La strada crane est une grue pour caméra beaucoup plus grande que la polecam. Elle peut atteindre des longueurs de plus de vingt-cinq mètres, grâce à un système de haubans qui soutient le bras de la grue.